# براونزویل (تگزاس)

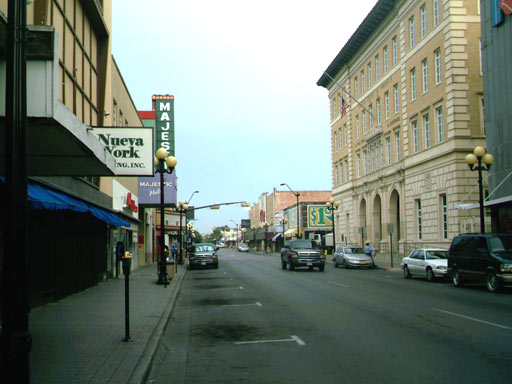

براونزویل (به انگلیسی: Brownsville) شهری است در ایالت تکزاس.
این شهر در مرز جنوب ایالت با کشور مکزیک قرار دارد.
در سال ۲۰۱۰، جمعیت این شهر ۱۰۲۹۲ نفر بود.